# Oxira subrufa
Oxira subrufa là một loài bướm đêm trong họ Noctuidae.